# Branderslev
Branderslev – miasto w Danii, w regionie Zelandia, w gminie Lolland.